# Ciutat de l'Artista Faller

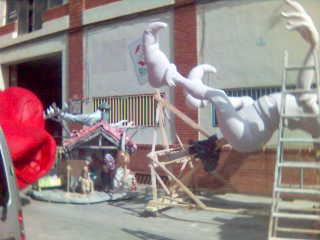
Imatge d'un taller faller a la Ciutat Fallera

La Ciutat de l'Artista Faller o Ciutat Fallera és un barri de la ciutat de València integrat al districte de Benicalap, a l'extrem nord-oest de la ciutat. Els seus carrers estan dedicats a noms llegendaris de les Falles, i una part del barri està dedicada a les naus on els artistes fallers construeixen els monuments fallers.
Segons el padró de la ciutat, a l'1 de gener de 2008 al barri de Ciutat Fallera viuen 5.526 persones, de les quals 3.314 homes i 3.212 dones. En total viuen 1.209 estrangers al barri, quasi un quart de la població total.
És un barri menut amb forma rectangular que es troba rodejat al nord pel tram d'autovia de la Ronda Nord de València (CV-30), a l'est pel tram urbà de la ronda denominat avinguda dels Germans Machado, al sud pels carrers de Salvador Cerveró i de Lluís Braille, i a l'oest pel carrer de la Florista. Aquestes vies comuniquen el barri amb la resta del districte de Benicalap al sud, amb la pedania de Beniferri a l'oest, amb l'horta de Poble Nou a l'est, i amb el municipi de Burjassot al nord.

## Història
La idea de construir una ciutat per als artistes fallers ja la va tindre Regino Más, president del Gremi Artesà d'Artistes Fallers de València, als anys 40, i a 1953 consta per primera vegada en una acta del Gremi. El projecte era fruit de la necessitat dels artistes fallers per tindre una zona on agrupar tots els tallers, però també va tindre en compte el creixement urbà de la ciutat.
La primera pedra va ser col·locada el 17 de març de 1965, i en 1968 ja estava construït el 50% de l'obra. El projecte va ser dut a terme pel constructor D.Marcos Garcia Moreno, i en tres añus mes, es trobava el 90% realitzat.
Eixe mateix any, 30 falles ja van eixir de les naus. El 26 de febrer de 1993 es va inaugurar el Museu de l'Artista Faller i la casa gremial.
Ara per ara, el projecte encara roman inacabat, es preveu la construcció de més naus i una escola-taller.

## Elements importants

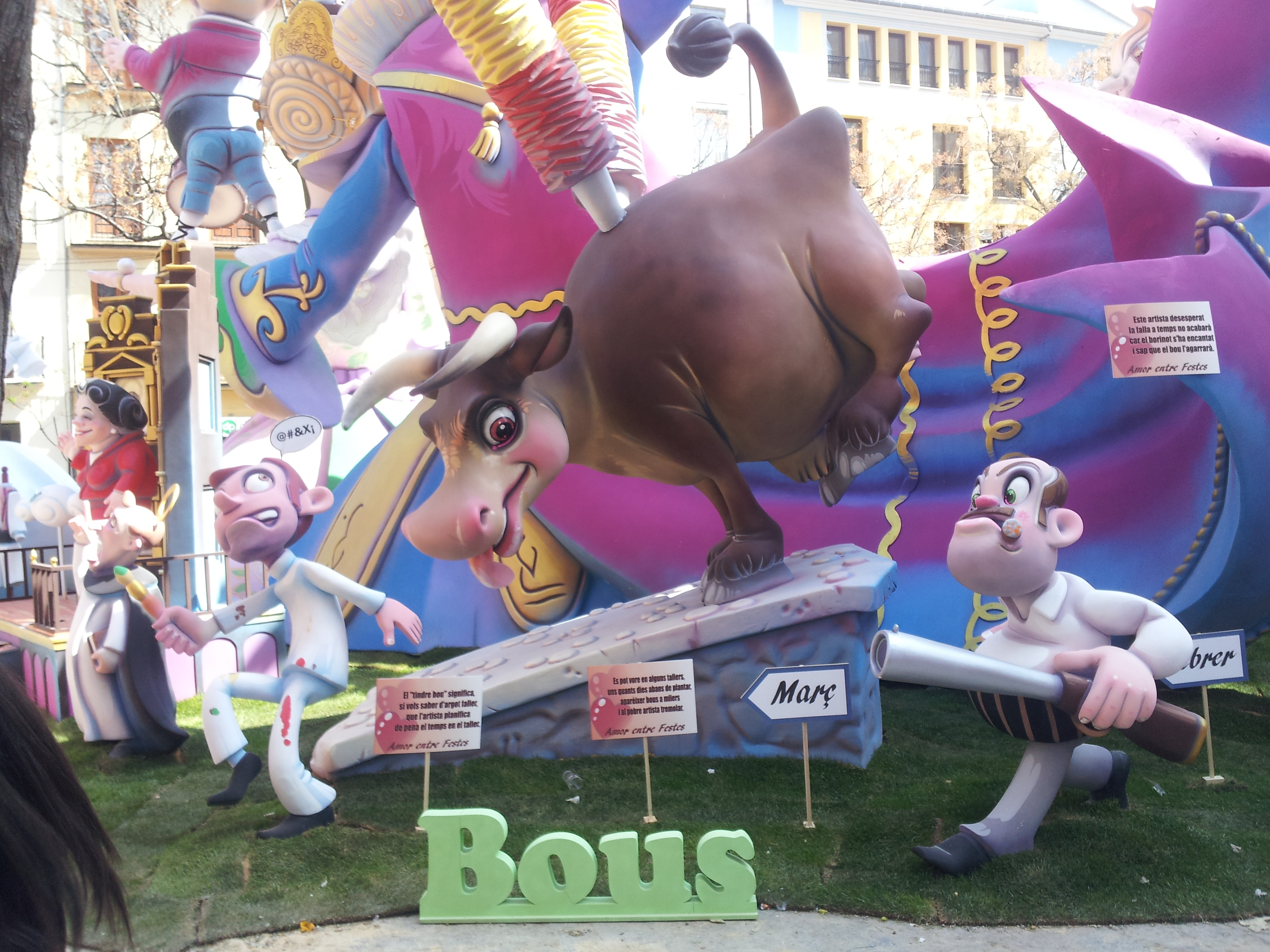
Escena d'una falla on s'explica l'expressió tindre bou, d'ús col·loquial en l'àmbit d'artistes fallers.

La Ciutat Fallera està separada en dos zones completament diferenciades: la zona de les naus dels artistes fallers, i l'àrea residencial. A la primera zona trobem a més de les naus, el Museu de l'Artista Faller de l'any 1993, i separant les dues àrees es troba el temple parroquial de "Sant Josep Artesà" i la casa gremial dels artistes fallers. La zona residencial compta amb gran quantitat de comerços i una escola.
És curiós que el Parc Municipal de Benicalap es troba dins el districte de Benicalap però no al mateix barri de Benicalap sinó dins el barri de la Ciutat Fallera. A aquest parc hi ha un xicotet auditori i instal·lacions esportives.
Fins fa pocs anys el barri estava envoltat per l'horta, excepte la part que toca amb el parc, però el creixement de la ciutat en els primers anys del segle xxi va fer que tot aquest espai verd anara desapareixent amb construccions com la de "Benicalap Nord" entre l'avinguda del Llevant UE, l'avinguda de l'Equador i l'avinguda dels Germans Machado.

## Transport
El barri és servit per les línies 12, 21, 28, i el nitbús N3 de l'EMT de València.
A més l'estació del Palau de Congressos de la línia 4 del tramvia de MetroValencia situada al carrer de la Florista es troba a l'extrem oest del barri, just darrere del Palau de Congressos. L'estació de l'Empalme fa correspondència amb les línies 1 i 4 de MetroValencia i es troba al terme de Burjassot, molt pròxima al barri.